# Ruth Milkman

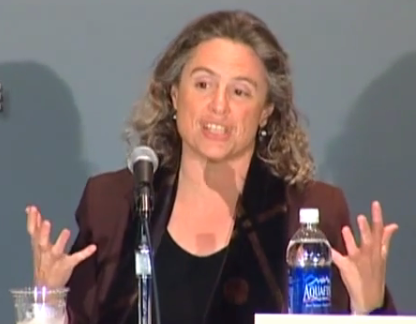
Ruth Milkman, 2006

Ruth Milkman (* 18. Dezember 1954) ist eine US-amerikanische Soziologin, die als Professorin an der City University of New York lehrt und 2016 als Präsidentin der American Sociological Association (ASA) amtierte. Sie ist durch ihre Beiträge zur Arbeitssoziologie bekannt.
Milkmann machte ihren Bachelor-Abschluss (Hauptfach: Women in Society) 1975 an der Brown University, das Master-Examen in Soziologie 1977 an der University of California, Berkeley, wo sie 1981 zur Ph.D. promoviert wurde. Nach verschiedenen akademischen Stationen in den USA, Großbritannien und Frankreich wurde sie Professorin an der University of California, Los Angeles. Seit 2009 lehrt und forscht sie an der City University of New York.

## Schriften (Auswahl)
- Immigrant labor and the new precariat. Polity Press, Cambridge (UK)/Medford 2020, ISBN 978-0-7456-9201-2.
- On gender, labor, and inequality. University of Illinois Press, Urbana 2016, ISBN 978-0-252-04032-0.
- Farewell to the Factory. Autoworkers in the Late Twentieth Century. University of California Press, Berkeley 1997, ISBN 0-520-20677-0.
- Gender at work. The dynamics of job segregation by sex during World War II. University of Illinois Press, Urbana 1987, ISBN 0-252-01357-3.